# Allotriusia eurycera
Allotriusia eurycera är en insektsart som beskrevs av Karsch 1896. Allotriusia eurycera ingår i släktet Allotriusia och familjen gräshoppor. Inga underarter finns listade i Catalogue of Life.